# Euptychia biocellata
Euptychia biocellata är en fjärilsart som beskrevs av Frederick DuCane Godman 1905. Euptychia biocellata ingår i släktet Euptychia och familjen praktfjärilar. Inga underarter finns listade i Catalogue of Life.